# ألفرد مان
ألفرد مان (بالإنجليزية: Alfred Mann)‏ هو عالم موسيقى أمريكي، ولد في 28 أبريل 1917 في هامبورغ في ألمانيا، وتوفي في 21 سبتمبر 2006 في فورت واين في الولايات المتحدة.

## وصلات خارجية
- ألفرد مان على موقع ميوزك برينز (الإنجليزية)